# Antony Grey
Anthony Edgar Gartside Wright o simplemente Antony Grey (6 de octubre de 1927 - 30 de abril de 2010) fue quien lideró, en la década del 60, a los activistas ingleses por los derechos LGBT (lésbico, gay, bisexual y transgénero). Vivió con su pareja, Eric Thompson, durante 50 años. Estaban juntos desde antes que la homosexualidad fuera despenalizada en el Reino Unido en 1967, que fue en parte gracias a la acción de Grey. 

## Juventud
Grey nació en Wilmslow, Cheshire, hijo de Alex Wright, un auditor de cuentas, y de su madre, Gladys Rihan. Es de ascendencia siria por parte materna. Grey estudió historia en Magdalene College, Cambridge.

## Vida adulta
Desde 1949 trabajó para la empresa siderúrgica "British Iron & Steel Federation", que luego pasaría a ser la British Steel, donde dijo haber aprendido las técnicas de lobby que más tarde aplicaría con tanto éxito. Permaneció allí durante 12 años.
En 1958, Antony Grey comenzó a trabajar de manera voluntaria para la Homosexual Law Reform Society (HLRS). Se convirtió en el Tesorero honorario de la Sociedad desde 1960 hasta 1962. Para ese momento se había convertido también en Secretario de la Albany Trust, una organización benéfica fundada en 1958 por la HLRS. Debido a razones familiares no podía utilizar su propio nombre (Edgar Wright) en los cargos que ejercía, así fue que decidió ser llamado Antony Grey debido a su convicción de que no hay ningún problema completamente blanco o negro en la vida.
Grey hizo campaña incansablemente por la reforma de la legislación impulsado por el Informe Wolfenden (1957), escribió muchos artículos, hizo numerosos discursos con grupos interesados, presionaron a los diputados, y la acción organizada para promover la aprobación de la Ley Sobre Delitos Sexuales en el Parlamento, hasta que se convirtió en ley en 1967.
En 1970 fue nombrado Secretario de la "Sexual Law Reform Society" - sucesora de la HLRS - y fue director de la Albany Trust desde 1971 a 1977. 
Después de su retiro de la Albany Trust en 1977, participó en el asesoramiento y capacitación para el trabajo y fue durante algunos años miembro del comité ejecutivo de la British Association for Counselling. 
También fue miembro del comité ejecutivo de la Defensa de la Literatura y la Sociedad de las Artes y del Consejo Nacional para las Libertades Civiles. Ambas entidades existen aun hoy en día en el Reino Unido.
En 2008, Grey aparece en el documental de la cadena BBC Radio 4 The BBC and the Closet.

## Muerte
Antony Grey murió el 30 de abril de 2010 en el hospital King Edward en Londres, luego de una larga lucha contra la leucemia. Expresó específicamente su deseo de ser cremado y sus cenizas esparcidas, sin ceremonia religiosa ni funeral.

## Premios y reconocimientos
En 1998, Grey recibió el premio a la trayectoria de manos del Pink Paper, un diario de la comunidad LGBT en Inglaterra. 
En 2007, por el 40° aniversario de la parcial descriminalización de la homosexualidad en UK, fue reconocido como "Héroe Stonewall" del año. Stonewall es una organización LGBT de UK. Al recibir el reconocimiento dijo:

«El camino hacia la emancipación homosexual que yo y algunos otros emprendimos tras el informe Wolfenden fue largo y arduo. Pero ahora aquí estamos, y podemos estar agradecidos por lo que se ha logrado. Al menos, podemos celebrar nuestra identidad en este magnífico edificio, en lugar de ser arrojado de la parte superior del mismo por ser lo que somos - como a algunos de nuestros enemigos les gustaría que pasase. Pero el precio de la libertad es la eterna vigilancia, y la nuestra es una lucha interminable no sólo por nuestros propios derechos, sino de los derechos humanos.»
Antony Grey